# 가와사키 Z800
가와사키 Z800(영어: Kawasaki Z800)은 가와사키에서 2013년부터 2016년까지 생산했던 Z 시리즈 4기통 스탠다드 모터사이클로, 2017년부터는 Z900으로 대체되었다.

## 역사
1972년에 시작된 가와사키의 Z 시리즈 명명법을 사용하여, Z800은 2004년에 ZR-7의 후속으로 도입된 Z750의 후속작이다.